# Бальчюнас, Гинтарас
Гинтарас Бальчюнас (лит. Gintaras Balčiūnas; род. 2 апреля 1964) — литовский юрист, адвокат, партнёр юридический фирмы «Бальчюнас и Граяускас», бывший политик, министр юстиции Литвы.

## Биография
В 1989 году окончил юридический факультет Вильнюсского университета.
Гинтарас Бальчюнас был руководящим партнёром и одним из основателей юридической фирмы «Юрявичюс, Бальчюнас и Барткус» (2000-2009 г.), а также министром юстиции Литвы (10-й и 9-й состав правительства). Гинтарас Бальчюнас принимал участие в разработке законодательства и правовых актов Литвы: руководил рабочей группой в подготовке закона о регистре актов об аресте на имущества; руководил рабочей группой по подготовке, утверждению и реализации проекта закона о Гражданском кодексе Литвы; руководил рабочей группой по подготовке проекта закона об юридической помощи.
C 1989 года и до наших дней Гинтарас Бальчюнас также преподаёт в Университете Миколаса Ромериса.
Гинтарас Бальчюнас включен в список рекомендуемых арбитров Вильнюсского коммерческого арбитража. Является также членом вильнюсского клуба Rotary и Вильнюсского клуба руководителей.